# Chimphonique Miller
Cymphonique Miller, nota come Cymphonique, (1º agosto 1996), è una cantante e attrice statunitense, nota per essere la protagonista della sitcom How to Rock. È la figlia di Percy Robert Miller e la sorella di Lil' Romeo.

## Discografia

### Album
- 2013 – Passion
- 2018 – No Days Off

## Filmografia parziale

### Televisione
- Just Jordan, serie TV (2007)
- How to Rock, serie TV (2012)